# Joseph Le
Joseph Le, né le 19 mars 1959 à Nkol-Mvolan, arrondissement d’Abong-Bang et département du Haut-Nyong, est le ministre de la Fonction publique et de la réforme administrative camerounais.

## Biographie

### Enfance, formations et débuts
Joseph Le est né le 19 mars 1959 à Nkol-Mvolan, dans le département du Haut-Nyong, région de l’Est du Cameroun, est marié et est père de 4 enfants.  
Il entame ses études secondaires au lycée technique et commercial de Yaoundé où il obtient son baccalauréat série B (science économique) en 1982. Il fait ses études universitaires à l'école supérieur des sciences et techniques de l'information (ESSTIC) de Yaoundé où il sort avec un diplôme de journaliste généraliste en 1985.

### Carrière
Joseph Le est un journaliste principal hors échelle. En 1985, il commence sa carrière professionnelle à l'unité de télévision. Par décret présidentiel le 4 avril 2007, il est promu directeur adjoint du cabinet civil de la présidence de la république. Le 2 mars 2018, il est nommé Ministre de la Fonction publique et de la Réforme administrative. Il est remplacé au poste de directeur adjoint du cabinet civil de la présidence de la république par Oswald Baboke.